# 규범윤리학
규범윤리학은 윤리적 행동에 대한 연구이며 도덕적 의미에서 어떻게 행동해야 하는지에 관해 발생하는 질문을 조사하는 철학 윤리의 한 분야이다.
규범 윤리는 행동의 옳고 그름에 대한 기준을 검토하는 반면, 메타윤리학은 도덕적 언어의 의미와 도덕적 사실 형이상학을 연구한다는 점에서 메타 윤리와 구별된다. 마찬가지로 규범 윤리는 특정 문제의 윤리보다는 '누가 되어야 하는가'에 더 관심이 있다는 점에서 응용윤리학과 구별된다.도덕 실재론에 대한 메타윤리적 관점의 특정 버전에서 도덕적 사실은 서술적이면서 동시에 규범적이기도 하다.
적절한 정당화에는 해당 원칙에 대한 설명이 필요하다. 왜 이러한 목표, 금지 사항 등이 다른 것이 아니라 가중치를 부여해야 하는지에 대한 설명이어야 한다. 원칙에 대한 일관된 설명이 제공되지 않거나 추가 정당화가 필요하지 않음을 입증하지 않는 한, 정당화될 수 없으며 거부할 이유가 있을 수 있다. 그러므로 도덕 이론에서는 설명이 필요하다.
대부분의 전통적인 도덕 이론은 행동이 옳은지 그른지를 결정하는 원칙에 기초한다. 이러한 맥락에서 고전 이론에는 공리주의, 칸트주의 및 일부 형태의 계약주의가 포함된다. 이 이론들은 주로 어려운 도덕적 결정을 해결하기 위해 가장 중요한 도덕 원칙의 사용을 제안했다.

## 규범 윤리 이론
행동, 규칙 또는 처분에 윤리적인 힘을 부여하는 것이 정확히 무엇인지에 대한 의견 불일치가 있다. 도덕적 질문에 어떻게 답해야 하는지에 대한 세 가지 경쟁적인 견해가 있으며, 각각의 요소를 결합하는 하이브리드 입장도 있다: 덕 윤리, 의무론적 윤리 ; 그리고 결과주의 . 전자는 연기하는 사람들의 성격에 초점을 맞춘다. 이에 반해 의무론적 윤리와 결과론은 모두 행위, 지배, 성품 자체의 지위에 초점을 맞추며 다양한 형태로 나타난다.
아리스토텔레스가 옹호하고 성 토마스 아퀴나스가 일부 측면을 지지하는 덕 윤리는 특정 행동보다는 개인의 고유한 성격에 초점을 맞춘다. 앤스콤, 풋, 매킨타이어, 애들러, 마리탱과 같은 철학자들의 작업을 통해 지난 반세기 동안 덕 윤리의 중요한 부흥이 있었다.
의무론은 자신의 의무와 권리를 고려하여 결정해야 한다고 주장한다. 일부 의무론적 이론은 다음과 같다.
- 임마누엘 칸트의 정언 명령은 도덕을 인간의 합리적 능력에 뿌리를 두고 있고 어떤 불가침의 도덕 법칙을 주장한다.
- 존 롤스의 계약주의는 도덕적 행위가 "무지의 베일 " 뒤에서 편견이 없다면 우리 모두가 동의할 것이라고 주장한다.
- 자연의 권리 등의 이론, 존 로크 나 로버트 노직

결과주의는 행동의 도덕성이 행동의 결과 또는 결과에 달려 있다고 주장한다. 귀중하다고 생각하는 것(즉, 공리론 )이 다양한 결과주의 이론에는 다음이 포함된다.
- 공리주의는 최대 다수의 최대 행복으로 이어지는 행동이 옳다고 주장한다.
- 국가 결과주의 또는 묵가적 결과주의는 질서, 물질적 부, 인구 증가를 통해 국가 복지로 이어지는 경우 행동이 옳다고 주장한다.
- 이기주의(Egoism )는 도덕적인 사람이 자기 이익을 추구하는 사람이라는 믿음으로, 그 행위가 자기 이익을 극대화할 때 옳다고 주장한다.
- 상황 윤리는 행위를 윤리적으로 평가할 때 행위의 특정 맥락을 강조한다. 구체적으로, 기독교적 상황윤리학에서는 올바른 행동이 가장 사랑스러운 결과를 가져오는 것이며, 사랑 은 항상 사람들의 목표여야 한다고 주장한다.
- 지성주의 는 지식을 가장 잘 육성하고 증진하는 행동이 최선의 행동이라고 말한다.
- 복지 최선의 조치가 경제 대부분 증가 웰빙 복지되는 일이라고 주장한다.
- 최선의 행동이 가장 전반적인 선호 만족으로 이어지는 것이라고 주장하는 선호 공리주의 .

## 같이 보기
- 자유의지
- 규범